# Telingana curvispinus
Telingana curvispinus är en insektsart som beskrevs av Carl Stål. Telingana curvispinus ingår i släktet Telingana och familjen hornstritar. Inga underarter finns listade i Catalogue of Life.